# Iška Loka
Iška Loka (Duits: Iggenlack) is een plaats in Slovenië en maakt deel uit van de gemeente Ig in de NUTS-3-regio Osrednjeslovenska. De plaats telde 294 inwoners op 1 januari 2020.

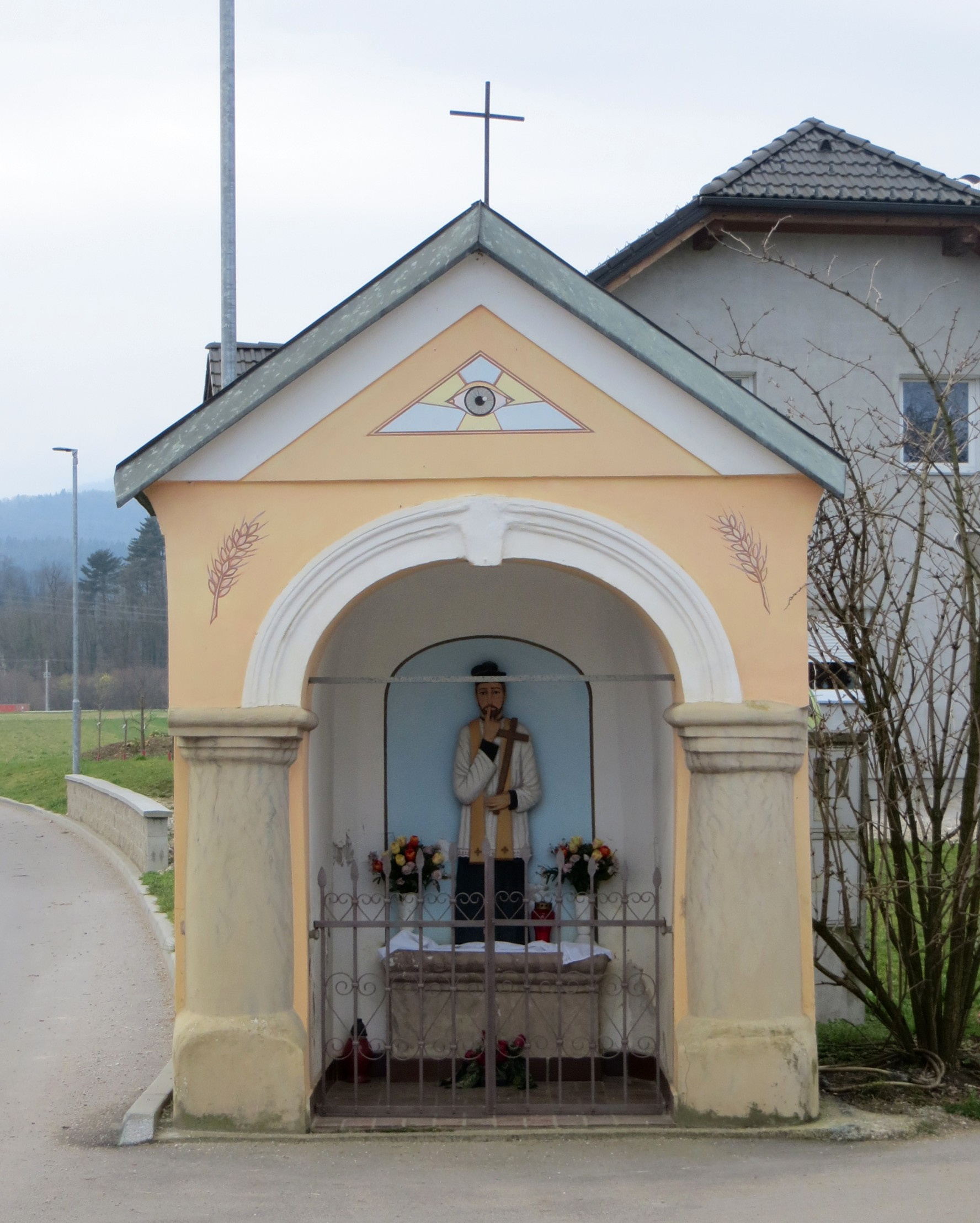
Kapelletje